# 62/Modellbaukasten
62/Modellbaukasten (spanisch 62/Modelo para armar) ist ein 1968 (deutsch 1993) erschienener Roman des argentinischen Schriftstellers Julio Cortázar.

## Titel, Aufbau und Stil
Roman und Titel gehen auf eine Idee zurück, die Cortázar im 62. Kapitel seines fünf Jahre vor 62/Modellbaukasten erschienenen Romans Rayuela formuliert hatte. Darin wird ein Roman konzipiert, der radikal mit traditionellen Erzählmustern wie Linearität und Kausalität sowie mit der psychologischen Motivierung seiner Figuren bricht. Daher besteht 62/Modellbaukasten aus Erzählsträngen, die immer wieder unvermittelt und ohne Erklärung abbrechen; statt eines zentralen Protagonisten gibt es viele Figuren, deren Handlungen und Verhalten sich abrupt ändern können und ineinanderfließen, ebenso wie die Schauplätze – London, Paris und Wien – sich immer wieder abwechseln. Dies macht 62/Modellbaukasten zu „the most complex and radical of Cortázar’s writing“.

## Handlung
Aufgrund seines experimentellen Charakters ist eine Inhaltsangabe von 62/Modellbaukasten schwierig und wenig sinnvoll. Der Roman handelt von einer Gruppe von Freunden. Während der Dolmetscher Juan mit seiner Freundin Tell in Wien ist und im Hotel König von Ungarn einer angeblichen Vampirin nachspioniert, hält sich ein anderer Teil der Gruppe in London auf und besucht das dortige Kunstmuseum Courtauld Institute; in Paris verführt die Anästhesistin Hélène die junge Celia. Eine wichtige Rolle spielt auch „meine Stadt“, ein imaginärer Ort, vielleicht gleichzusetzen mit dem Unterbewussten, zu dem die Protagonisten Zugang haben.

## Ausgaben
- Julio Cortázar: 62/Modelo para armar. Buenos Aires: Sudamericana 1968
- Julio Cortázar: 62/Modellbaukasten. Roman. Deutsch v. Rudolf Wittkopf. Frankfurt a. M.: Suhrkamp 1993, ISBN 978-3518405635